# Benfissah
Benfissah est un patronyme d’origine nord-africaine , notamment présent en Algérie, particulièrement dans la région de Constantine. Ce nom est composé du préfixe “Ben”, qui signifie « fils de » ou « descendant de », et « fissah », dont la signification peut varier selon le contexte local.

## Histoire et répartition géographique
Le nom « Benfissah » est principalement trouvé en Algérie, Des porteurs du nom peuvent également être présents dans la diaspora nord-africaine en Europe, notamment en France.